# Hylaea unicolor
Hylaea unicolor är en fjärilsart som beskrevs av Heinrich 1917. Hylaea unicolor ingår i släktet Hylaea och familjen mätare. Inga underarter finns listade i Catalogue of Life.